# Elisabeth von der Pfalz (1381–1408)

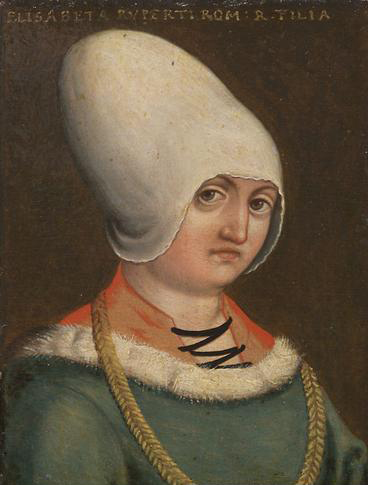
Elisabeth von der Pfalz (1381–1408) – Gattin des österreichischen Herzogs Friedrich IV

Elisabeth von der Pfalz (* vor dem 27. Oktober 1381 in Amberg; † 31. Dezember 1408 in Innsbruck) war die erste Gattin des österreichischen Titularherzogs Friedrich IV. mit der leeren Tasche.
Ihre Eltern waren der römisch-deutsche König Ruprecht und dessen Gemahlin Elisabeth von Nürnberg. Sie hatte sechs Brüder und drei Schwestern. Der Umstand, dass sie Herzog Friedrich IV. am 24. Dezember 1406 in Innsbruck heiratete, resultierte aus einer Allianz ihres Vaters mit dem leopoldinischen Zweig der Habsburger. Nach nur kurzer Ehe starb Elisabeth im Alter von 27 Jahren bei der Geburt ihres ersten Kindes, einer nach ihr benannten Tochter, die ebenfalls sofort verschied. Beigesetzt wurde Elisabeth in der Friedrichsgruft des Stiftes Stams.
Brandstätter geht davon aus, dass die Eheschließung und das Beilager im November oder Dezember 1407 in Rottenburg stattgefunden haben.